# Gólmivski
Gólmivski o Gólmovski (en ucraniano: Гольмівський, en ruso: Гольмовский) es un asentamiento residencial en el Raión de Mikitiv o Nikitov, de la ciudad de Górlivka, en el óblast de Donetsk, Ucrania.
El núcleo urbano data de 1875 cuando se estableció allí una barriada de gente pobre, llamada Golmoi.